# Каберле, Франтишек (1951)
Фра́нтишек Ка́берле (чеш. František Kaberle; 6 августа 1951, Кладно, Чехословакия) — бывший чехословацкий хоккеист, защитник и тренер.

## Биография
Франтишек Каберле начал свою хоккейную карьеру в клубе «Кладно». Он провёл в этой команде почти всю свою карьеру. С 1972 по 1974 год он выступал за армейскую команду «Дукла Йиглава». В 1983 году перебрался за границу, играл в Японии за «Фурукаву» и в Германии за «Дуйсбург».
С 1974 по 1980 год играл в сборной Чехословакии. В её составе стал двукратным чемпионом мира и трижды становился серебряным призёром чемпионата мира. 
После окончания игровой карьеры тренировал команды «Кладно» и «Фурукава», работал скаутом.
4 ноября 2008 года был принят в Зал славы чешского хоккея.

## Достижения
- Чемпион мира 1976, 1977
- Серебряный призёр чемпионата мира 1975, 1978, 1979
- Финалист Кубка Канады 1976
- Чемпион Чехословакии 1974—78, 1980 (6 раз)
- Серебряный призёр чемпионата Чехословакии 1973, 1982
- Бронзовый призёр чемпионата Чехословакии 1972, 1981
- Обладатель Кубка европейских чемпионов 1977
- Серебряный призёр чемпионата Европы среди юниоров 1970

## Статистика
- Чемпионат Чехословакии — 426 игр, 48 шайб
- Сборная Чехословакии — 197 игр, 9 шайб
- Всего за карьеру — 623+ игры, 57+ шайбы

## Семья
Франтишек Каберле-старший является отцом знаменитых чешских хоккеистов Томаша Каберле и Франтишека Каберле-младшего.